# Оуен Артур
Оуен Сеймур Артур (англ. Owen Seymour Arthur; 17 жовтня 1949 — 27 липня 2020) — прем'єр-міністр Барбадосу з 1994 до 2008 року, лідер опозиції Барбадосу (2010—2013). З усіх голів уряду країни займав цей пост найдовше.
Як лідер Лейбористської партії (ЛПБ) привів її до перемоги на виборах у вересні 1994 року й утримував владу до 2008, коли перемогу святкувала Демократична лейбористська партія на чолі з Девідом Томпсоном. Оуен Артур був членом парламенту від парафії Сент-Пітер (1984—2018).

## Ранні роки
Оуен Артур здобув початкову освіту в Коулріджі, а потім у коледжі Гаррісон, після чого навчався в Університеті Вест-Індії — Кейв Гілл, де отримав ступінь бакалавра економіки та історії (1971), а згодом магістра економіки (1974). Після завершення навчання був чиновником з національного планування Ямайки та працював у місцевому інституті з вивчення бокситів. 1981 року він повернувся на батьківщину, де був призначений міністром фінансів та планування.

## Член парламенту
1983 року його було обрано до Сенату, а наступного року він пройшов до нижньої палати парламенту країни. 1993 року його кандидатура перемогла під час виборів на пост лідера опозиції.

## Прем'єр-міністр
За результатами виборів 1994 року Оуен Артур сформував новий уряд. На виборах 2003 року одним із пунктів передвиборчої кампанії ЛПБ був намір перетворити Барбадос на парламентську республіку, замінивши королеву Єлизавету II, яка нині є формально главою держави (представлена генерал-губернатором), на президента Барбадоса. Артур заявив, що всенародний референдум з цього питання буде проведено 2005 року. Однак його проведення було перенесено. Завдяки зусиллям Артура в країні було проведено Чемпіонат світу з крикету 2007 року.
На загальних виборах, що відбулись 15 січня 2008 року, ЛПБ зазнала поразки від Демократичної лейбористської партії, а лідер останньої, Девід Томпсон, склав присягу 16 січня як новий прем'єр-міністр. Незважаючи на поразку, Артура було переобрано депутатом від виборчого округу Сент-Пітер з 65 % голосів виборців. 19 січня Артур пішов з посту лідера партії, заявивши, що відчуває, що зміна керівництва партії піде на користь як самій партії, так і демократії в країні. Його наступником обрано колишнього віце-прем'єра Міа Моттлі. Артур заявив, що має намір бути депутатом парламенту до завершення терміну повноважень, тобто, до нових виборів.
Втім, кандидатуру Оуена Артура підтримали 4 з його колег по партії після винесення вотуму недовіри Міа Моттлі. Таким чином, 18 жовтня 2010 року на засіданні ЛПБ Артура було обрано новим лідером опозиції країни, яким він був до 2013 року.